# مارك فالنتاين
مارك فالنتاين (بالإنجليزية: Mark Valentine)‏ هو كاتب سير بريطاني، ولد في 1959.